# Guglielmo Castagnetti
Guglielmo Castagnetti (Borghetto di Vara, 13 maggio 1943 – Brescia, 10 febbraio 2017) è stato un politico italiano.

## Biografia
Insegnante e preside di scuola media, cominciò la sua carriera politica nelle file del Partito Repubblicano Italiano di Ugo La Malfa, accanto a Giovanni Spadolini. Viene eletto deputato col PRI per tre legislature dalla IX alla XI, rimanendo in carica dal 1983 al 1994. Fu anche sottosegretario di Stato all'Industria, Commercio e Artigianato nel Governo Andreotti VI, in carica dal 1989 al 1991. 
Successivamente aderì a Forza Italia, con cui venne eletto al Senato della Repubblica con nel 2001, rimanendo in carica fino al 2006. 
Dopo alcuni anni lontano dalla politica, nel 2010 aveva aderito a Futuro e Libertà di Gianfranco Fini. 
Nel 2016 si era impegnato per il Sì al referendum costituzionale sulla Riforma costituzionale Renzi-Boschi.
Morì a 73 anni dopo una lunga malattia, nel febbraio 2017.